# Skeleton-Juniorenweltmeisterschaft 2017
Die Skeleton-Juniorenweltmeisterschaft 2017 war die 15. Austragung der Skeleton-Juniorenweltmeisterschaft und fand zwischen den 24. und dem 28. Januar 2017 in der lettischen Stadt Sigulda auf der Rennrodelbahn Sigulda statt. Bei den Frauen konnte sich Julija Kanakina ihren ersten Weltmeistertitel sichern und bei den Männern konnte mit Nikita Tregubov erstmals ein Skeletonpilot drei Mal Juniorenweltmeister werden. Zudem kamen beide Gewinner zum ersten Mal aus Russland. 

## Teilnehmende Nationen
| Europa (12 Nationen) |                                                                            |
| --- | -------------------------------------------------------------------------- |
| \| - Deutschland - Frankreich - Lettland - Niederlande - Norwegen - Österreich \| - Polen - Rumänien - Russland - Schweiz - Ukraine - Vereinigtes Königreich \| |                                                                            |
| Amerika (1 Nation) |                                                                            |
| - Vereinigte Staaten |                                                                            |
| Asien (1 Nationen) |                                                                            |
| - Chinesisch Taipeh |                                                                            |
| - Deutschland - Frankreich - Lettland - Niederlande - Norwegen - Österreich                                                                                     | - Polen - Rumänien - Russland - Schweiz - Ukraine - Vereinigtes Königreich |

## Medaillenspiegel
| Platz | Land        |   |   |   |   |
| ----- | ----------- | - | - | - | - |
| 1     | Russland    | 2 | 1 | 1 | 4 |
| 2     | Lettland    | – | 1 | – | 1 |
| 3     | Deutschland | – | – | 1 | 1 |
| Total | Total       | 2 | 2 | 2 | 6 |

## Medaillengewinner
| Wettbewerb | Gold            | Gold        | Silber         | Silber      | Bronze             | Bronze      |
| Wettbewerb | Sportler        | Leistung    | Sportler       | Leistung    | Sportler           | Leistung    |
| ---------- | --------------- | ----------- | -------------- | ----------- | ------------------ | ----------- |
| Frauen     | Julija Kanakina | 1:45,66 min | Renata Chusina | 1:45,85 min | Maxi Just          | 1:46,14 min |
| Männer     | Nikita Tregubow | 1:41,47 min | Krists Netlaus | 1:41,83 min | Jewgeni Rukossujew | 1:42,46 min |